# (2249) Yamamoto
(2249) Yamamoto es un asteroide perteneciente al cinturón de asteroides, descubierto el 6 de abril de 1942 por Karl Wilhelm Reinmuth desde el Observatorio de Heidelberg-Königstuhl, Alemania.

## Designación y nombre
Designado provisionalmente como 1942 GA. Fue nombrado Yamamoto en honor al astrónomo japonés  Issei Yamamoto.